# ブラッド (映画)
『ブラッド』（ 原題：Rise：Blood Hunter） は、2007年公開のアメリカ映画。R-15指定。

## ストーリー
カルト集団の関係者・トリシアが何者かに惨殺された。過去にトリシアを取材したことがあったLAウィークリーの記者セイディーは、トリシアの偽の電話番号を同僚のイーサンに調べてもらい、ある廃墟にたどり着くが、不審な気配を察知してイーサンのアパートを訪れたところを、何者かに拉致される。気が付くとセイディーは室内の椅子に縛られており、そばにはカルト教団のメンバーであるビショップと、ポー、イヴがいた。セイディーはビショップにイーサンの死体を見せられ、パニックに陥る。セイディーの首をイヴは掻き切ると、そこからあふれ出る血を啜った。
その後、ロサンゼルスの検死所で目を覚ましたセイディーは外へ出るが、自分の姿が鏡に映らないことに気付く。同じころ、トリシアの父であるローリンズ刑事も、カルト集団を追っていた。そして、ローリンズ刑事はセイディーと出会い、カルト集団を壊滅させるために手を組む。

## キャスト
| 役名                 | 俳優                         | 日本語吹替 |
| -------------------- | ---------------------------- | ---------- |
| セイディー・ブレイク | ルーシー・リュー             | 朴璐美     |
| ローリンズ刑事       | マイケル・チクリス           | 谷口節     |
| イヴ                 | カーラ・グギーノ             | 石塚理恵   |
| ビショップ           | ジェームズ・ダーシー         | 宮内敦士   |
| バーテンダー         | マリリン・マンソン           | 高瀬右光   |
| ジェニー             | サミーア・アームストロング   |            |
| ポー                 | マコ岩松                     | 浦山迅     |
| ロイド               | ロバート・フォスター         |            |
| トリシア             | マーゴ・ハーシュマン         |            |
| アーチュロ           | ジュリオ・オスカー・メチョソ |            |
| ハリソン             | アラン・リッチ               |            |
| コレット             | キャメロン・リチャードソン   |            |